# بخش میگس (شهرستان آدامز، اوهایو)
بخش میگس (به انگلیسی: Meigs Township) یک منطقهٔ مسکونی در ایالات متحده آمریکا است که در شهرستان آدامز، اوهایو واقع شده‌است.
 بخش میگس ۱۶۳٫۴ کیلومتر مربع مساحت و ۳٬۹۰۵ نفر جمعیت دارد و ۲۵۸ متر بالاتر از سطح دریا واقع شده‌است.